# Paroxyna
Paroxyna is een geslacht van insecten uit de familie van de Boorvliegen (Tephritidae), die tot de orde tweevleugeligen (Diptera) behoort.

## Soorten
- P. albiceps (Loew, 1873)
- P. californica Novak, 1974
- P. clathrata (Loew, 1862)
- P. coloradensis Quisenberry, 1949
- P. distincta Quisenberry, 1949
- P. dreisbachorum Novak, 1974
- P. dupla (Cresson, 1907)
- P. farinata Novak, 1974
- P. footeorum Novak, 1974
- P. genalis (Thomson, 1869)
- P. jamesi Novak, 1974
- P. murina (Doane, 1899)
- P. occidentalis Novak, 1974
- P. opacipennis (Foote, 1960)
- P. pallidipennis (Cresson, 1907)
- P. pygmaea Novak, 1974
- P. sabroskyi Novak, 1974
- P. snowi Hering, 1944
- P. steyskali Novak, 1974
- P. tenebrosa (Coquillett, 1899)
- P. variabilis (Doane, 1899)